# Treat
Treat (гурт) — це рок-гурт зі Стокгольма, який грає melodic-rock. У другій половині 1980-х років у них є національні, а також міжнародні успіхи завдяки таким пісням: «Get You on the Run», «World of Promises», «Party All Over» і класична «Ready for the Taking».
Вони грали на фестивалі Monsters of Rock у 1988 році в Німеччині, були на розігріві у Queen у Швеції в 1986 і у W.A.S.P. під час їх першого візиту до Швеції. 19 березня 2005 вони повертаються з релізом «Weapons of choice» (1984–2006), який включав раніше невипущені трек «Still in heaven», а також нові пісні «GO!» і «Burn for you».
10 червня 2006 вони возз'єдналися перед аудиторією в 4000 чоловік на Фестивалі рок-музики Швеції.
Укладали контракт з лейблами Mercury, Vertigo Records, і в даний момент з лейблом Universal.

## Додаткова інформація
- До складу бонус-треків альбому «Clayman» гурту In Flames входить кавер на пісню «World of Promises».
- Гурт записала кавер на пісню ZZ Top «Tush».
- Лого групи має схожість з лого групи Ratt.

## Члени колективу

### Поточний склад
- Robert Ernlund — вокаліст (1984–1991, 2006-сьогодення)
- Anders «Gary» Wikström[sv];— гітарист, бек-вокал (1984–1993, 2006-сьогодення)
- Patrick Appelgren — піаніст, бек-вокал (1989–1993, 2006-сьогодення)
- Nalle Påhlsson — бас-гітара, бек-вокал (2006-сьогодення)
- Jamie Borger — барабанщик, бек-вокал (1987–1993, 2006-сьогодення)

### Колишні учасники
- Leif «Lillen» Liljegren — гітарист (1984–1988)
- Mats William «Dalton» Dahlberg — барабанщик (1984–1985)
- Leif Sundin — барабанщик (1985–1987)
- Ken «Siwan» Siewertson — бас-гітарист (1984–1989)
- Mats Levén — вокаліст (1991–1993)
- Joakim «Joe» Larsson — бас -гітаріст (1989–1993)
- Thomas Lind — бас-гітарист (1984)